# Gourcy
Gourcy este un oraș din provincia Zondoma, Burkina Faso.